# Boulleret
Boulleret è un comune francese di 1 410 abitanti situato nel dipartimento dello Cher, nella regione del Centro-Valle della Loira.

## Società

### Evoluzione demografica
Abitanti censiti